# Боднар Олег Омелянович
Олег Омелянович Бо́днар (народився 12 листопада 1977) — український керівник вищої ланки, операційний директор і генеральний менеджер представництва Cisco в Україні.

## Освіта
- 1999 — закінчив факультет військової кібернетики в Київському військовому інституті управління та зв'язку[1]
- 2005 — ступінь MBA у Києво-Могилянській бізнес-школі.

## Кар'єра
- 1999 — спеціаліст по сервісу компанії «Голден Телеком».
- 1999–2000 — інженер з продажу Cisco Systems.
- 2000–2002 — менеджер департаменту корпоративних продажів Cisco Systems.
- 2002–2004 — заступник директора представництва Cisco Systems.
- З 2004 — операційний директор і генеральний менеджер представництва Cisco в Україні.[1]

## Різне
Одружений, двоє дітей.
Життєве кредо: Зробити світ кращим. Сформувати у молодого покоління систему цінностей.
Пілотує спортивний літак. Своїм найбільшим досягненням Олег вважає власну сім'ю і цінності, на яких вона побудована.

## Відзнаки
В 2010 зайняв 33 позицію у рейтингу найкращих вітчизняних топ-менеджерів, визначеному рейтингом Інвестгазети..